# MS Ramform Atlas
Ramform Atlas – statek do badań sejsmicznych typu Ramform Titan. Nietypowy kadłub o trójkątnym kształcie i bardzo szerokiej rufie umożliwia użycie 24 kabli z czujnikami do badań geofizycznych. Maksymalna długość kabli to 12 kilometrów. Mechanizacja i automatyzacja procesów wydawania i wybierania kabli umożliwia pracę szybką i bezpieczną. Do prac pomocniczych przewidziano 2 łodzie robocze.
W celu dalszego zwiększenia efektywności i wykorzystania statku jego autonomiczność wynosi 150 dni. Opracowano też nowatorskie systemy przeglądu, co pozwoliło na wydłużenie okresu między dokowaniami oraz przegląd i naprawę systemów bez przerywania pracy statku.
Załoga statku i personel badawczy mogą liczyć 80 osób, z tego 60 może być zakwaterowanych w jednoosobowych kabinach. Do dyspozycji mają salę gimnastyczną, sale telewizyjne, basen.
Statkowe lądowisko dla śmigłowców o średnicy 26 metrów może przyjmować śmigłowce nie większe niż Eurocopter Super Puma lub EH-101.
Firma Petroleum Geo-Services zamówiła 4 takie statki. "Ramform Titan" został dostarczony w 2013, "Ramform Atlas" jest drugim z serii.